# Gipsy Kings
Gipsy Kings (Reyes Gitanos en español) es una agrupación musical francesa gitana formada en 1978, cuyos miembros son descendientes de gitanos españoles de origen catalán exiliados en Francia durante la guerra civil española. Aunque mantienen el catalán como lengua propia familiar, cantan en español combinado con dialectos franceses sureños (principalmente catalán, con expresiones tomadas del occitano de Provenza). Su música es una mezcla entre flamenco, pop y rumba catalana. Las ventas de sus discos se estiman en más de 60 millones de copias en todo el mundo. Actualmente sus antiguos miembros han formado otras agrupaciones siendo solamente 4 las oficiales que pueden llevar el nombre registrado de "Gipsy Kings"

## Historia

### Inicios
Aunque los miembros del grupo son de nacionalidad francesa, sus ancestros eran emigrantes gitanos españoles que salieron de España a Francia. La banda nació en Arlés, localidad del sur de Francia, durante la década de 1970, cuando los hermanos Nicolás y André Reyes, hijos del artista flamenco José Reyes, formaron equipo con sus primos Jacques, Maurice y Tonino Baliardo. En ese momento, José Reyes y Manitas de Plata eran un dúo que detonó la mayor popularidad de la rumba flamenca. Cuando Reyes se separó de Manitas de Plata, formó un grupo integrado por sus hijos, a los que llamó Los Reyes. Los Reyes comenzaron como una banda gitana, viajando por Francia y tocando en bodas, festivales y en las calles. Debido a que vivían como gitanos, la banda adoptó el nombre de Gipsy Kings. Más tarde, fueron contratados para agregar color a las fiestas de la clase alta en lugares como Saint-Tropez, pero sus primeros dos álbumes atrajeron poca atención. En este punto, los gitanos tocaban flamenco tradicional avivados por la guitarra de Tonino Baliardo y la voz de Nicolás Reyes.

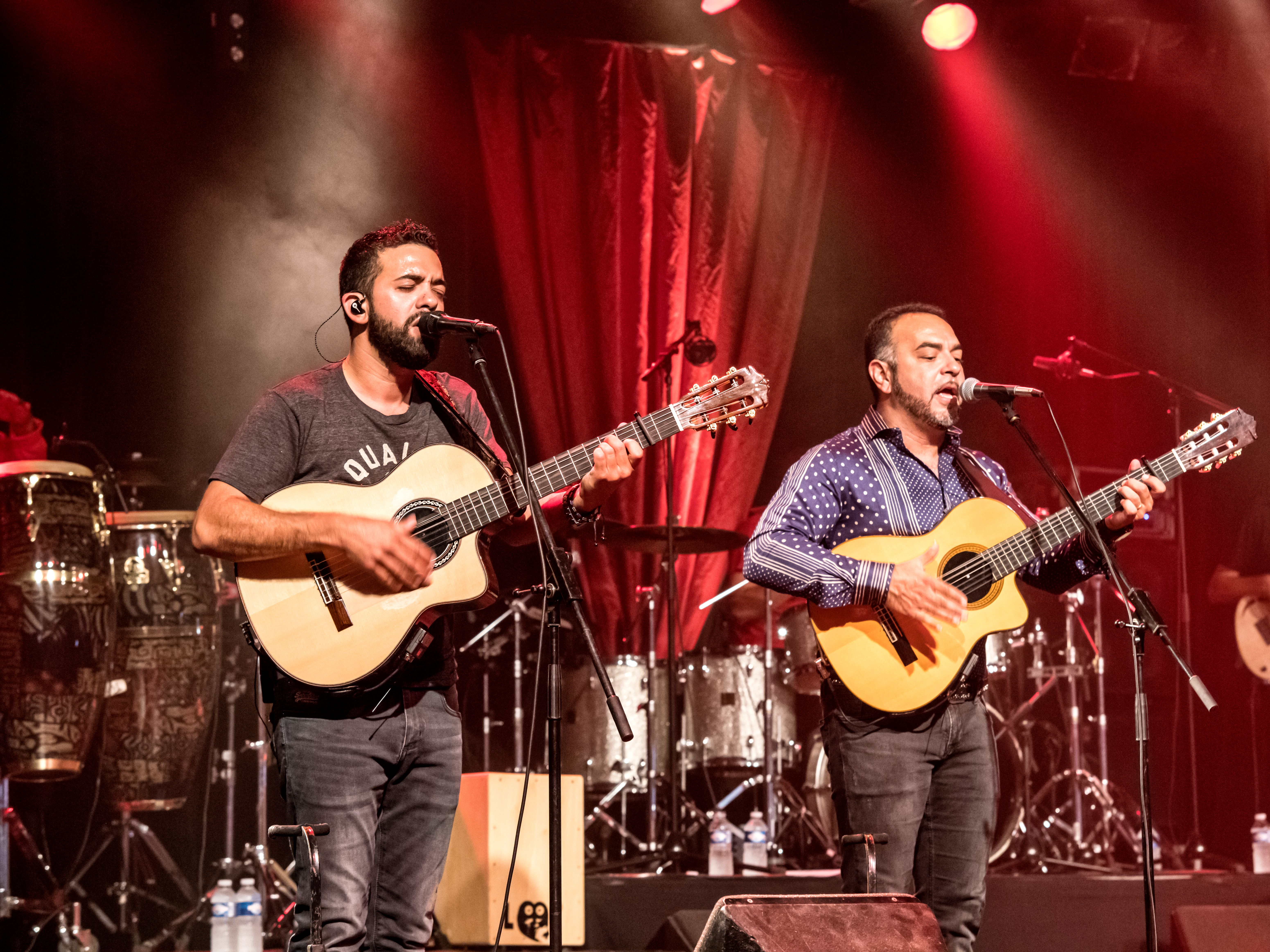
Zelt-Musik-Festival 2016.

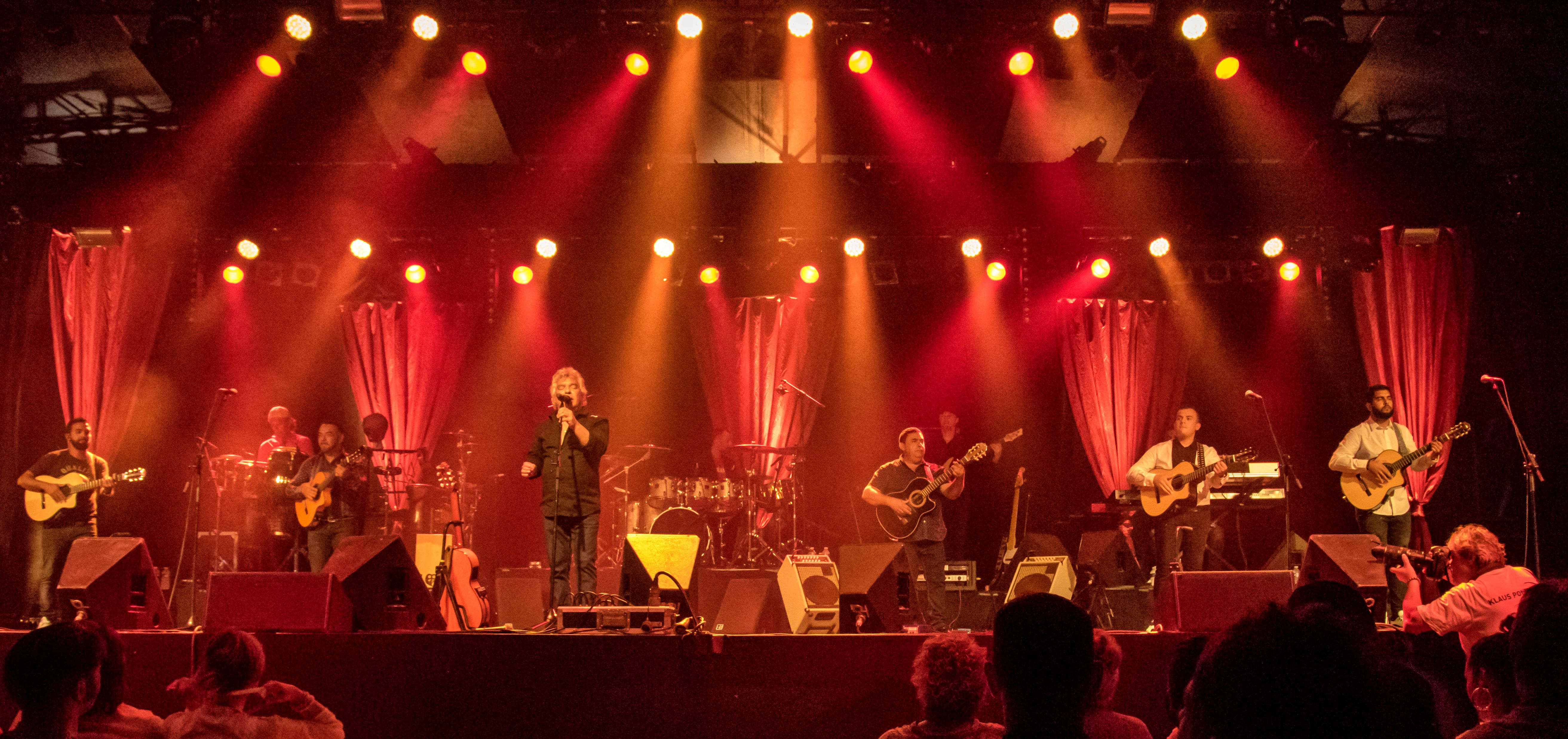
Zelt-Musik-Festival 2016 Freiburg, Alemania.

Su música tiene un estilo particular, con marcadas influencias del pop. Muchas canciones de los Gipsy Kings encajan en bailes de salón, como la salsa y la rumba. Su música ha sido descrita como un lugar donde "el flamenco, la rapsodia romaní y la salsa funk se reúnen".

### Éxito
Sus primeros sencillos fueron "Djobi Djoba" y "Bamboleo",   muy populares en Francia a pesar de las críticas de los puristas del flamenco. En el año 1982 sacaron su primer disco Allegria, y en 1983 lanzaron su segundo álbum Luna de Fuego; pero su álbum Gipsy Kings es el que ha tenido mayor éxito, alcanzando fama y éxito en varios países de Europa e Inglaterra, incluso su éxito llegó a lugares tan lejanos como Iberoamérica; sin embargo, en España no tuvieron el mismo impacto. En 1989, Gipsy Kings obtuvo un reconocimiento en Estados Unidos, estando durante 40 semanas en listas de éxitos musicales, algo que muy pocos álbumes en español habían logrado hasta ese momento. Otros álbumes son Estrellas, Mosaïque, Love & Liberté y Este mundo.

## Colaboraciones y covers
Gipsy Kings grabó una versión de "My Way" de Frank Sinatra, titulada "A Mi Manera", que se incluyó en su álbum homónimo de 1987. También han colaborado con varios artistas musicales, entre ellos Joan Báez en "Speaking of Dreams", interpretada con ella en 1990. Grabaron la canción "Get Up!" con Captain Jack, del álbum de 1999 del grupo Eurodance, The Captain's Revenge. Publicaron una versión de "One Love" de Bob Marley con su hijo Ziggy en 2001, y grabaron una versión de "Long Train Running" de los Doobie Brothers con Bananarama, bajo el seudónimo de Alma de Noche, que se incluyó en una grabación de 2013. -edición del álbum de 1991 de la banda de chicas, Pop Life. 
Su adaptación de la canción "Hotel California" fue parte de la banda sonora original de la película El gran Lebowski, así como su adaptación de la versión española de "You've Got A Friend in Me", titulada "Hay un Amigo en Mi" para la banda sonora original de la película Toy Story 3 (2010). 
En 2021 colaboran con C. Tangana en la canción "Ingobernable" dentro del disco El Madrileño.
La banda ha sido criticada por los puristas del flamenco, pero Nicolás Reyes ha dicho en una entrevista que el mundo del flamenco no está en buena forma y que la banda está orgullosa de su éxito. Su álbum Compas de 1997, sin embargo, contiene música flamenca más tradicional.

## Miembros

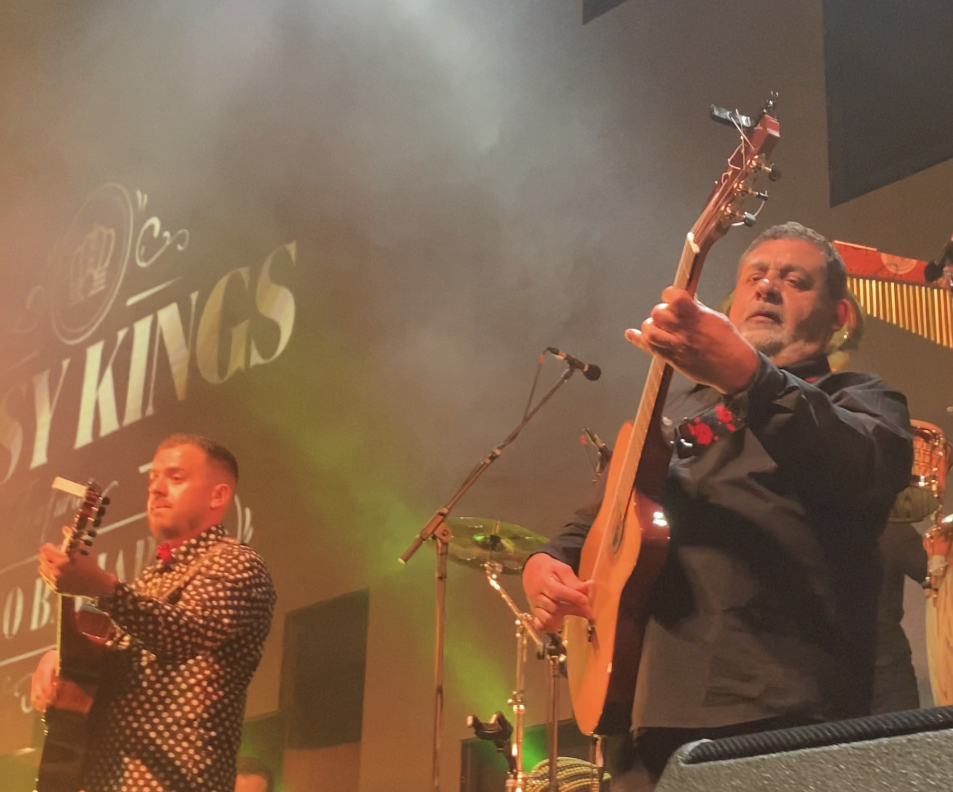
Tonino Baliardo y su hijo Cosso Baliardo en 2023.

Los miembros de Gipsy Kings pertenecen a dos familias emparentadas: los Reyes y los Baliardo, emparentados con el artista flamenco Manitas de Plata (Ricardo Baliardo) del cual son sobrinos e hijos respectivamente. Sus nombres son:
- Nicolás Reyes - vocalista principal
- Luis Reyes - guitarra, coros
- Andrés Reyes - guitarra, coros
- Joaquinito Reyes - guitarra, coros
- Andre Reyes - guitarra
- Tonino Baliardo - guitarra principal
- Diego Baliardo - guitarra
- Paco Baliardo - guitarra
- Xavier Padilla - bajo eléctrico
- Chico Bouchikhi también fue miembro de Gipsy Kings, pero lo dejó tras el álbum Este mundo.
- Jorge Trasante - percusión (1987 - 2001)

## Álbumes
- Allegria (1982)
- Luna de fuego (1983)
- Gipsy Kings (1987)
- Mosaïque (1989)
- Este mundo (1991)
- Live (1992)
- Love and Liberté (1993)
- The Best of the Gipsy Kings (1995)
- Estrellas (1995)
- Tierra gitana (1996)
- Compás (1997)
- Cantos de amor (1998)
- Volare: The Very Best of the Gipsy Kings (1999, reeditado en 2000)
- Somos gitanos (2001)
- Tonino Baliardo (2003)
- Roots (2004)
- Pasajero (2006)
- Sorpresa de Navidad (2012)
- Savor Flamenco (2014)

## Álbumes de José Reyes y Los Reyes
- José Reyes  & los Reyes (1974)
- Gitan poête (1978)
- Amour d'un jour (1979)
- Flamenco passion (1994)